# Hrpelje-Kozina
Hrpelje-Kozina (Italiaans: Erpelle-Cosina) is een zelfstandige gemeente in Slovenië. In de deelraad Klanec ontspringt de Glinščica die door de Rosandravallei naar Triëst stroomt.

## Nederzettingen
Artviže, Bač pri Materiji, Beka, Brezovica, Brezovo Brdo, Golac, Gradišče pri Materiji, Gradišica, Hotična, Hrpelje, Javorje, Klanec pri Kozini, Kovčice, Kozina, Krvavi Potok, Markovščina, Materija, Mihele, Mrše, Nasirec, Obrov, Ocizla, Odolina, Orehek pri Materiji, Petrinje, Poljane pri Podgradu, Povžane, Prešnica, Ritomeče, Rodik, Rožice, Skadanščina, Slivje, Slope, Tatre, Tublje pri Hrpeljah, Velike Loče, Vrhpolje
Ankaran · Divača · Hrpelje-Kozina · Izola · Komen · Koper · Piran · Sežana
1. ↑  "Prebivalstvo po starosti in spolu, občine, Slovenija, polletno". Statistični urad Republike Slovenije. Geraadpleegd op 18 april 2021.